# Alvis-Healey Sports Convertible

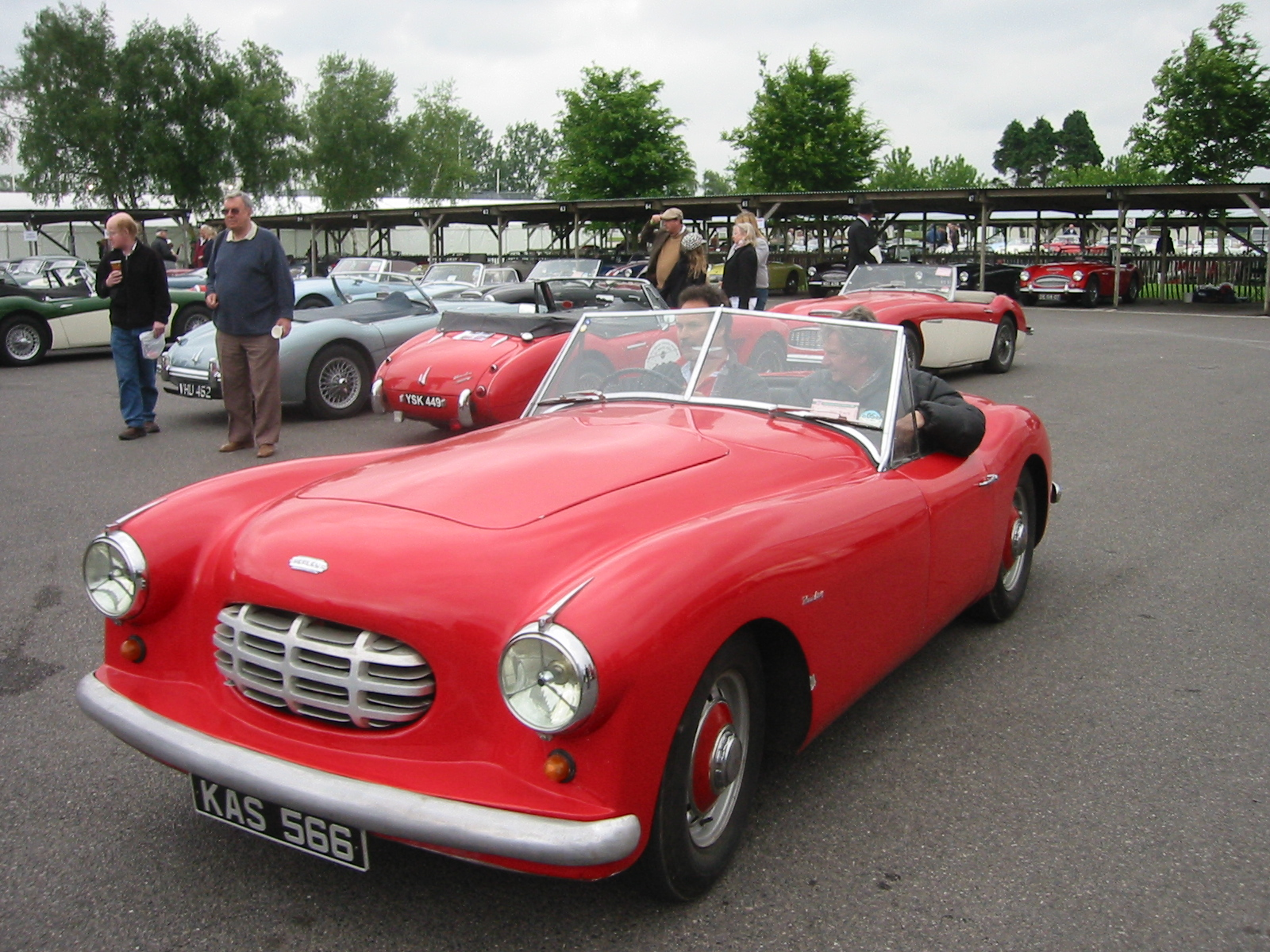
1951 års modell, först registrerad 1952

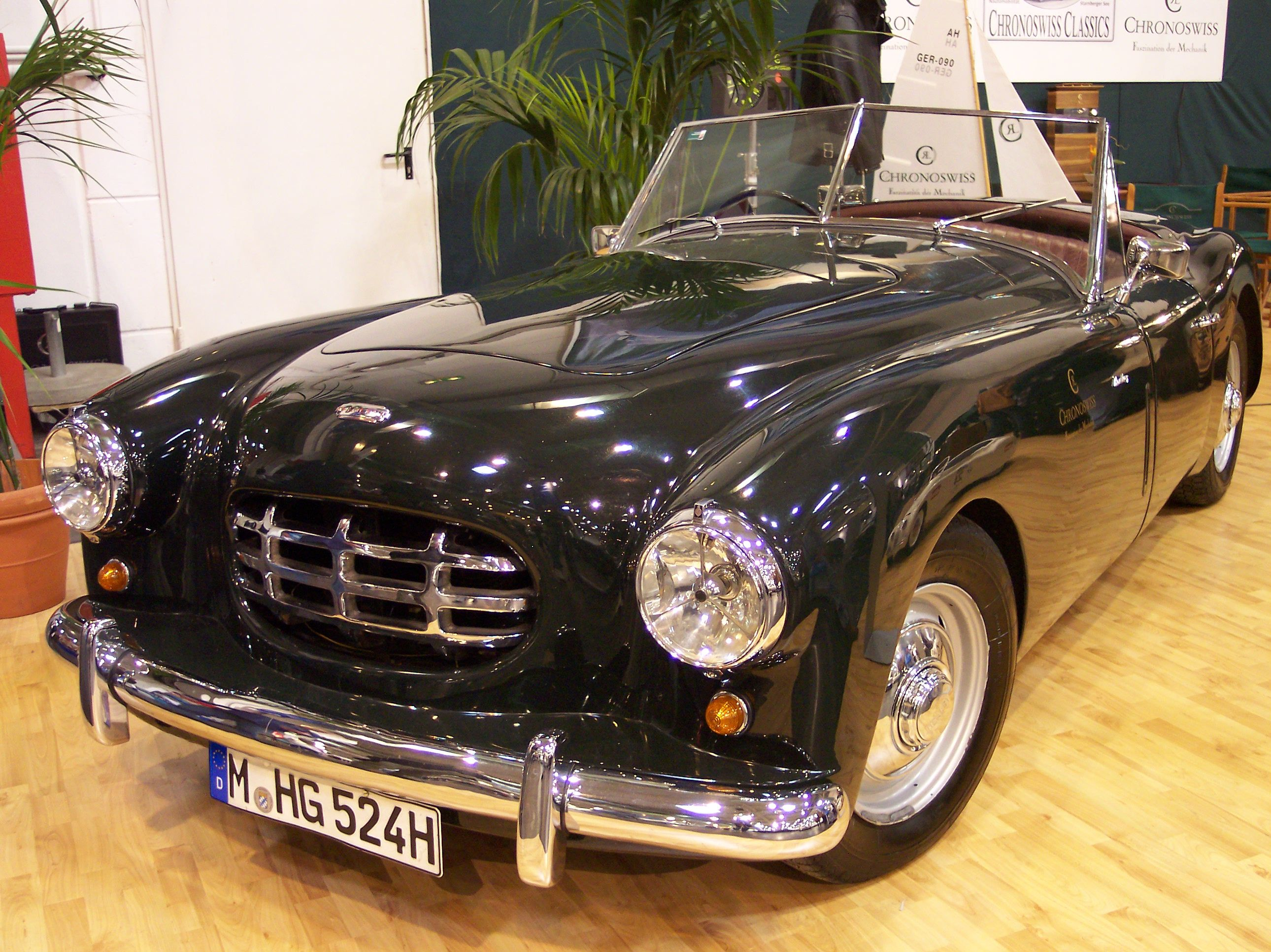
Alvis-Healey av 1953 års modell

Alvis-Healey Sports Convertible var en brittisk sportbil, som byggdes i ett fåtal exemplar 1951–1953 av Donald Healey Motor Company.
Modellens utseende var baserat på den första modellen av Nash-Healey 1951. För 1952 årsmodell lät Nash Motor Company italienska Pininfarina rita en ny kaross, för att få en större likhet utseendemässigt med företagets andra bilmodeller än vad den första årsmodellen hade.
Gerry Coker formgav karossen till den första årsmodellen av Nash-Healey, vilken visades för första gången på 1950 års bilsalong i Paris. Den hade en 3,8 liters rak Nash-motor. Till 1951 års London Motor Show presenterade Healey Motors Sports Convertible, en version av Nash-Healey för den europeiska marknaden och byggd på ett nyutvecklat chassi. Karossen i aluminium tillverkades av Panelcraft Sheetmetal Co. Ltd i Birmingham för denna, liksom den gjorde för Nash-Healey.
Alvis-Healey hade en 3-liters fyrcylindrig motor från Alvis på 106 hk, vilken gav en accelerationstid från 0 till 100 kilometer/timme på 14 sekunder. Bilen vägde 1.270 kilogram, var 4,42 meter lång och 1,65 meter bred. Den byggdes i endast 25–28 exemplar.

## Bildgalleri

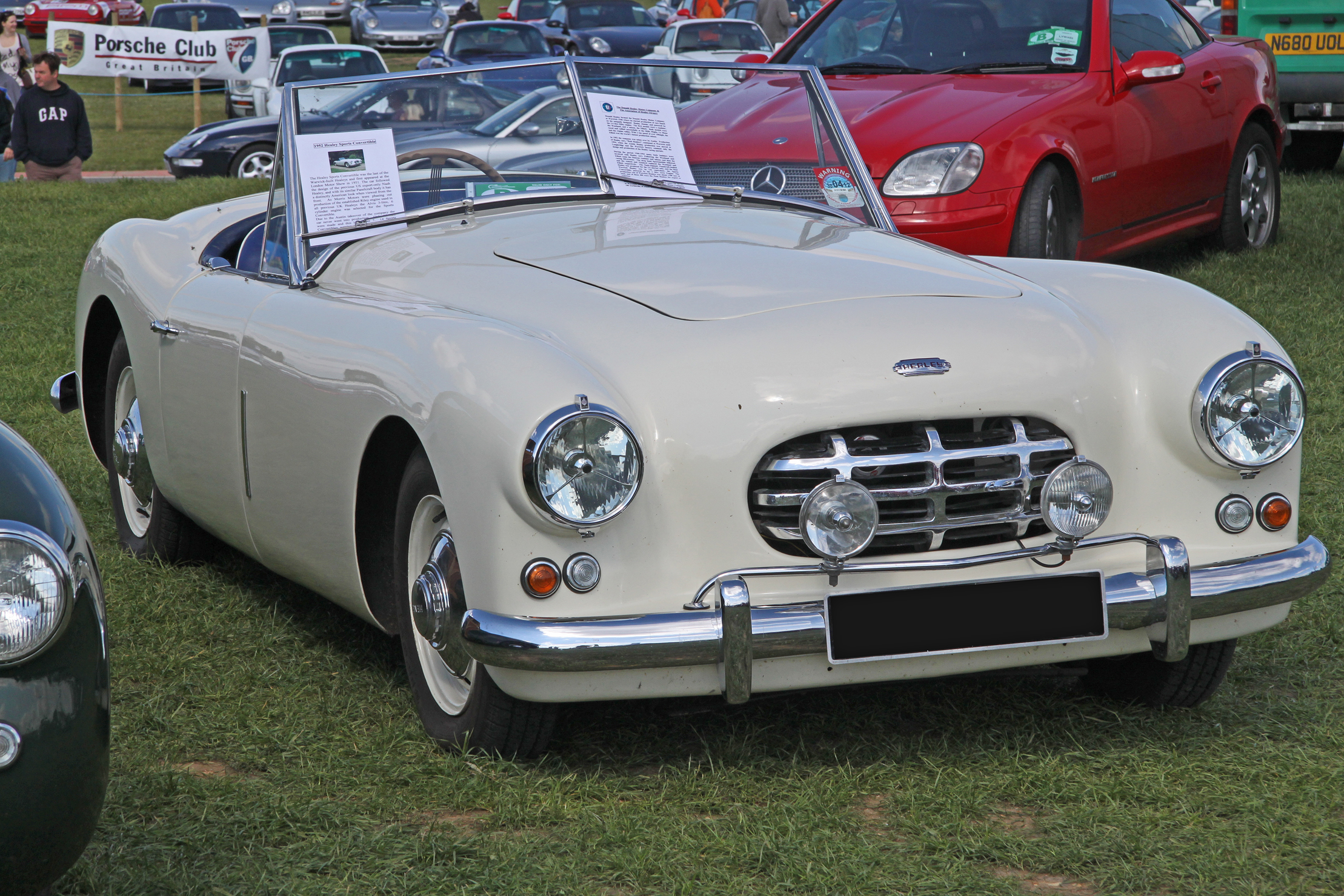
Alvis-Healey Sports Convertible
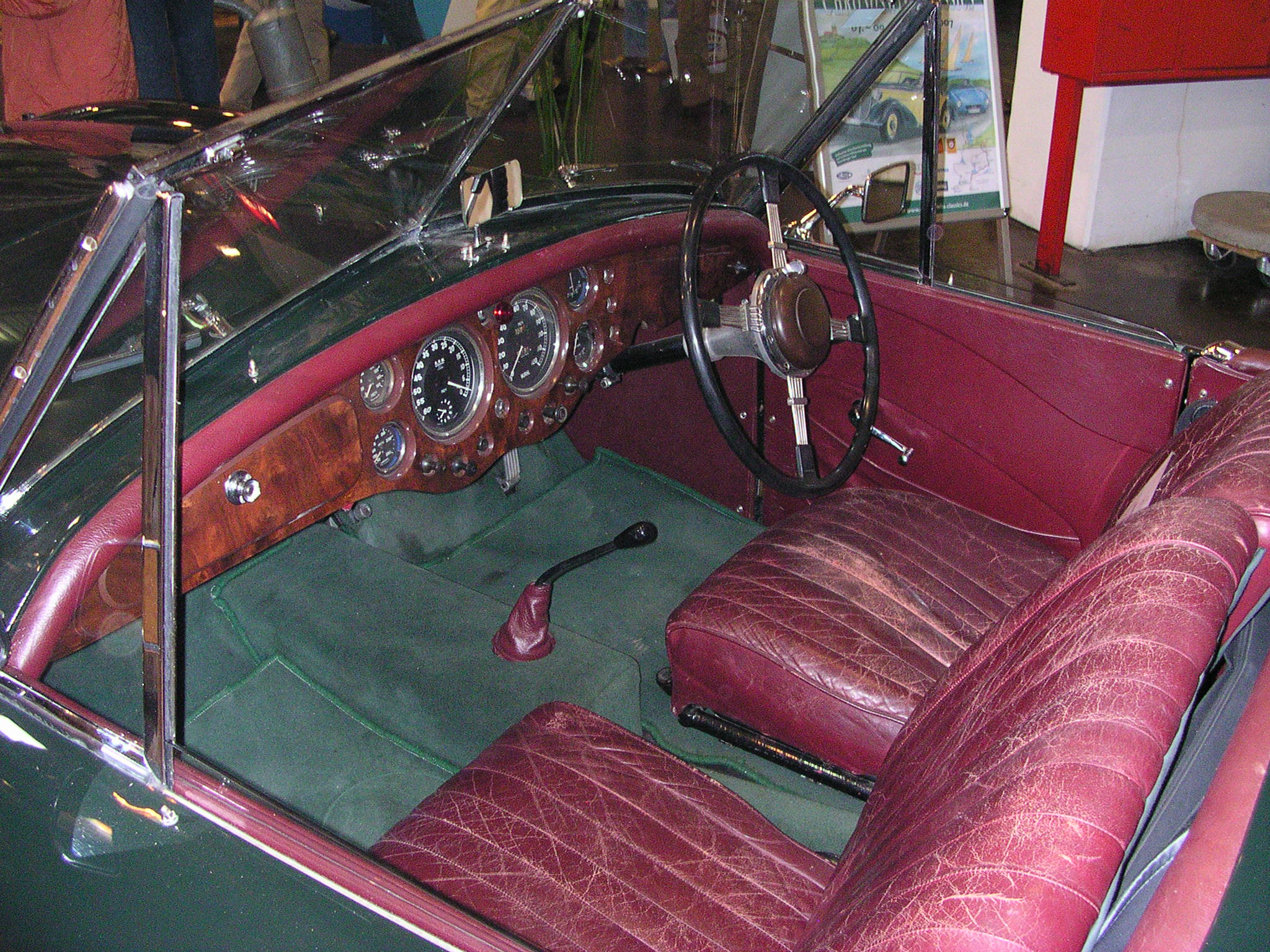
Cockpit
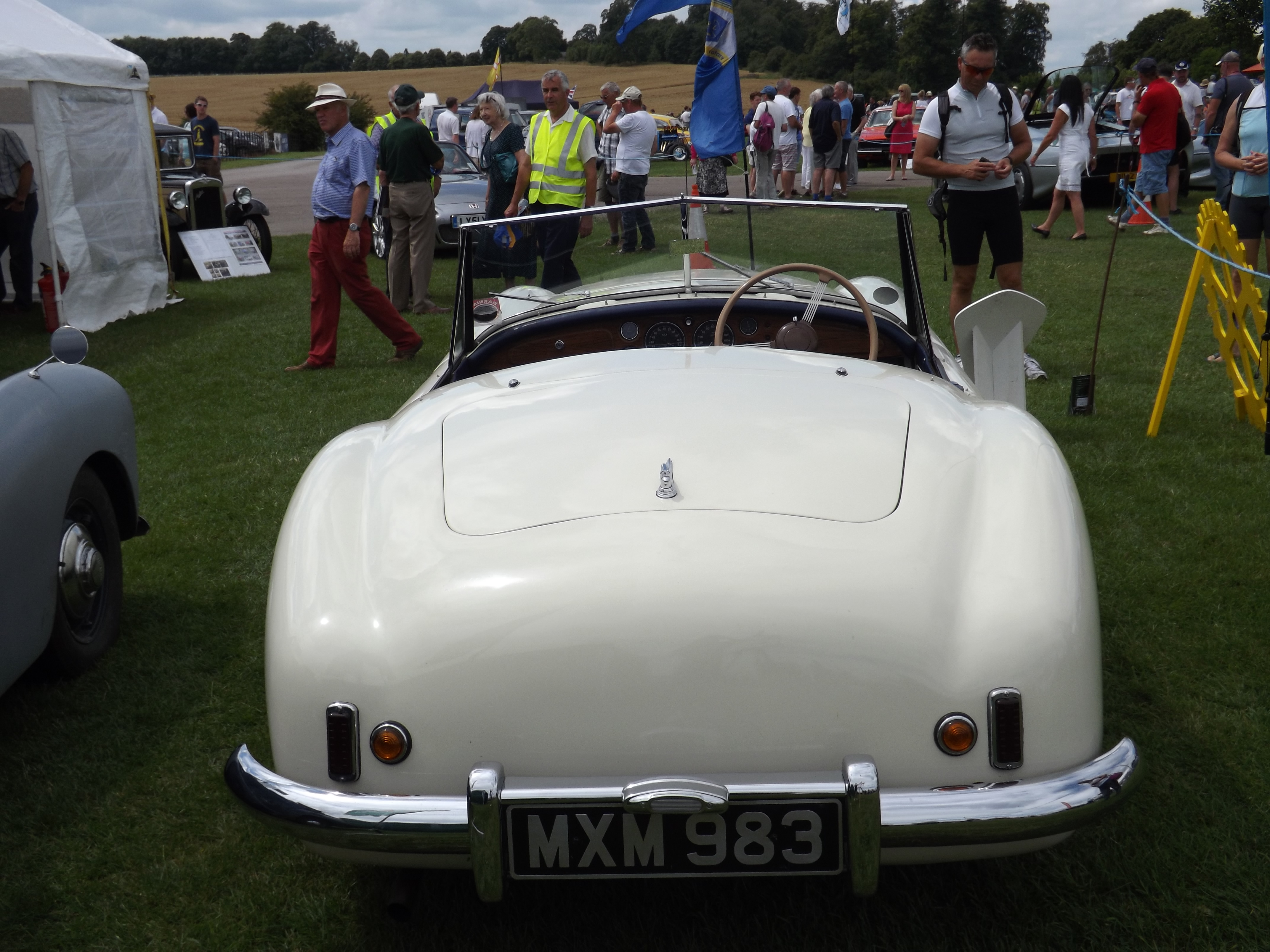
Alvis-Healey av 1952 års modell
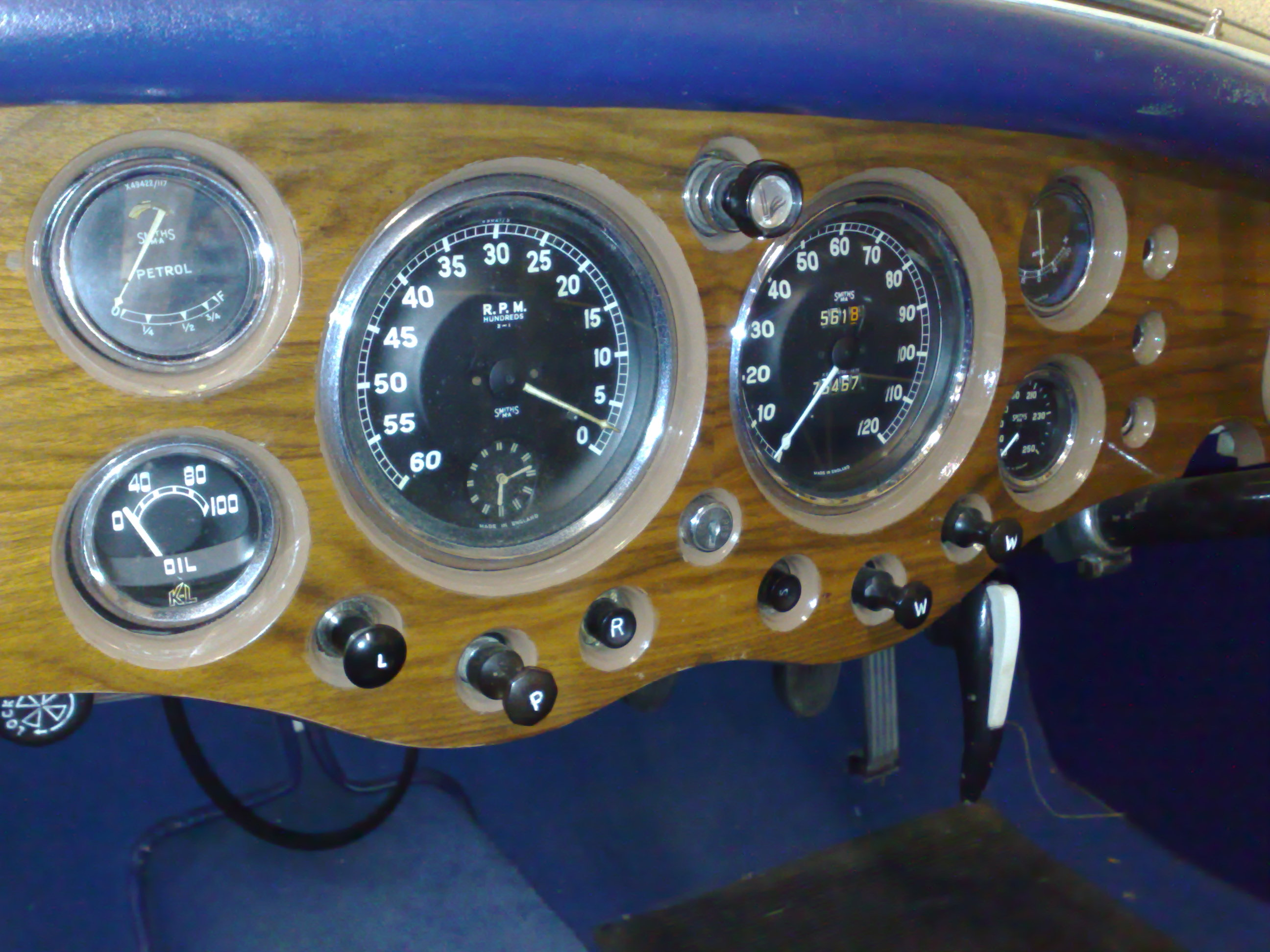
Instrumentbräda i Alvis-Healey